# Trophée NHK 1981
Navigation
Édition précédente Édition suivante
Le Trophée NHK (en anglais : NHK Trophy) est une compétition internationale de patinage artistique qui se déroule au Japon au cours de l'automne. Il accueille des patineurs amateurs de niveau senior dans quatre catégories: simple messieurs, simple dames, couple artistique et danse sur glace.
Le troisième Trophée NHK est organisé en 1981 à Kōbe.

## Résultats

### Messieurs
| Rang    | Nom                    | Pays                 | Points | Prog. court | Prog. libre |
| ------- | ---------------------- | -------------------- | ------ | ----------- | ----------- |
| 1       | Fumio Igarashi         | Japon                | 1.5    | 1           | 1           |
| 2       | Norbert Schramm        | Allemagne de l'Ouest | 2.5    | 2           | 2           |
| 3       | Jean-Christophe Simond | France               | 5.5    | 5           | 3           |
| 4       | Grzegorz Filipowski    | Pologne              | 6.0    | 4           | 4           |
| 5       | Paul Wylie             | États-Unis           | 8.0    | 6           | 5           |
| 6       | Bobby Beauchamp        | États-Unis           | 10.5   | 7           | 6           |
| 7       | Takashi Mura           | Japon                | 11.5   | 9           | 7           |
| 8       | Makoto Kano            | Japon                | 13.0   | 10          | 8           |
| 9       | Boris Uspenski         | Union soviétique     | 14.0   | 8           | 10          |
| 10      | Tatsuya Fujii          | Japon                | 14.5   | 11          | 9           |
| 11      | Atsushi Oshima         | Japon                | 16.2   | 13          | 11          |
| 12      | Kevin Hicks            | Canada               | 18.0   | 12          | 12          |
| 13      | Cong Wenyi             | Chine                | 20.0   | 14          | 13          |
| Abandon | Jozef Sabovčík         | Tchécoslovaquie      |        | 3           |             |

### Dames
| Rang | Nom                      | Pays                 | Points | Prog. court | Prog. libre |
| ---- | ------------------------ | -------------------- | ------ | ----------- | ----------- |
| 1    | Kristiina Wegelius       | Finlande             | 2.5    | 1           | 2           |
| 2    | Vikki de Vries           | États-Unis           | 3.5    | 5           | 1           |
| 3    | Charlene Wong            | Canada               | 5.0    | 4           | 3           |
| 4    | Simone Grigorescu        | États-Unis           | 5.0    | 2           | 4           |
| 5    | Sanda Dubravčić          | Yougoslavie          | 6.5    | 3           | 5           |
| 6    | Sachie Yuki              | Japon                | 10.0   | 8           | 6           |
| 7    | Anna Antonova            | Union soviétique     | 10.5   | 7           | 7           |
| 8    | Anne-Sophie de Kristoffy | France               | 11.0   | 6           | 8           |
| 9    | Sonja Stanek             | Autriche             | 13.5   | 9           | 9           |
| 10   | S. Kawakami              | Japon                | 16.0   | 12          | 10          |
| 11   | Manuela Ruben            | Allemagne de l'Ouest | 16.0   | 10          | 11          |
| 12   | Izumi Aotani             | Japon                | 19.0   | 14          | 12          |
| 13   | Masako Kato              | Japon                | 19.5   | 13          | 13          |
| 14   | Megumi Aotani            | Japon                | 19.5   | 11          | 14          |
| 15   | Hye Kyung Lim            | Corée du Sud         | 22.5   | 15          | 15          |
| 16   | Lijie Yu                 | Chine                | 24.0   | 16          | 16          |

### Couples
| Rang | Nom                                  | Pays               | Points | Prog. court | Prog. libre |
| ---- | ------------------------------------ | ------------------ | ------ | ----------- | ----------- |
| 1    | Kitty Carruthers / Peter Carruthers  | États-Unis         | 1.5    | 1           | 1           |
| 2    | Birgit Lorenz / Knut Schubert        | Allemagne de l'Est | 3.0    | 2           | 2           |
| 3    | Maria Di Domenico / Burt Lancon      | États-Unis         | 4.0    | 2           | 3           |
| 4    | Inna Volyanskaya / Valeri Spiridonov | Union soviétique   | 5.5    | 3           | 4           |
| 5    | Katherina Matousek / Eric Thomsen    | Canada             | 7.0    | 4           | 5           |
| 6    | Toshimi Ito / Takashi Mura           | Japon              | 9.0    | 6           | 6           |

### Danse sur glace
| Rang | Nom                                      | Pays             | Points | Danse originale | Danse libre |
| ---- | ---------------------------------------- | ---------------- | ------ | --------------- | ----------- |
| 1    | Karen Barber / Nicholas Slater           | Royaume-Uni      | 1.5    | 1               | 1           |
| 2    | Natalia Karamysheva / Rostislav Sinitsyn | Union soviétique | 3.0    | 2               | 2           |
| 3    | Jana Berankova / Jan Bartok              | Tchécoslovaquie  | 4.5    | 3               | 3           |
| 4    | Elisa Spitz / Scott Gregory              | États-Unis       | 6.0    | 4               | 4           |
| 5    | Olga Makarova / Genrikh Sretenski        | Union soviétique | 7.5    | 5               | 5           |
| 6    | Kelly Johnson / Kris Barber              | Canada           | 9.0    | 6               | 6           |
| 7    | Noriko Sato / Tadayuki Takahashi         | Japon            | 10.5   | 7               | 7           |
| 8    | Maria Kniffer / Manfred Hubler           | Autriche         | 12.0   | 8               | 8           |

## Source
- 1981 NHK Trophy sur wikipedia anglais